# Prowincja Vĩnh Long
Vĩnh Long wymowaⓘ – prowincja Wietnamu, znajdująca się w południowej części kraju, w Regionie Delty Mekongu.

## Podział administracyjny
W skład prowincji Vĩnh Long wchodzi siedem dystryktów oraz jedno miasto.
- Miasta:

1. Vĩnh Long

- Dystrykty:

1. Bình Minh
2. Bình Tân
3. Long Hồ
4. Mang Thít
5. Tam Bình
6. Trà Ôn
7. Vũng Liêm